# Adolf I. ze Schaumburg-Lippe
Adolf I. ze Schaumburg-Lippe (1. srpna 1817, Bückeburg – 8. května 1893, Bückeburg) byl v letech 1860 až 1893 vládnoucím knížetem miniaturního německého knížectví Schaumburg-Lippe. Pocházel z schaumburské větve rodu pánů z Lippe.
Byl synem prvního schaumbursko-lippského knížete Jiřího Viléma a jeho ženy Idy Waldecko-Pyrmontské. 

## Vláda
V roce 1866 podepsal vojenskou smlouvu s Pruskem a v roce 1867 vstoupil do vojenské unie. Ješte toho roku se Schaumbursko-Lippské knížectví stalo členem Severoněmeckého spolku a v roce 1871 i členským státem Německého císařství. Zemřel v Bückeburgu a jeho nástupcem se stal jeho syn Jiří. 

## Rodina
25. října 1844 se Adolf v Arolsenu oženil se svou sestřenicí Hermínou Waldecko-Pyrmontskou (1827–1910). Pár měl osm děti:
- Hermína ze Schaumburg-Lippe (5. října 1845 – 23. prosince 1930), ⚭ 1876 Maximilián Württemberský (3. září 1828 – 28. července 1888)
- Jiří ze Schaumburg-Lippe (10. října 1846 – 29. dubna 1911), od roku 1893 kníže ze Schaumburg-Lippe, ⚭ 1882 Marie Anna Sasko-Altenburgská (14. března 1864 – 3. května 1918)
- Heřman ze Schaumburg-Lippe (19. května 1848 – 29. prosince 1928), svobodný a bezdětný
- Emma ze Schaumburg-Lippe (16. července 1850 – 25. listopadu 1855)
- Ida ze Schaumburg-Lippe (28. července 1852 – 28. září 1891), ⚭ 1872 kníže Jindřich XXII. Reuss-Greiz (28. března 1846 – 19. dubna 1902)
- Ota Jindřich ze Schaumburg-Lippe (13. září 1854 – 18. srpna 1935), ⚭ 1893 Anna von Köppen, hraběnka z Hagenburgu (1860–1932)
- Adolf ze Schaumburg-Lippe (20. července 1859 – 9. července 1917), ⚭ 1890 Viktorie Pruská (12. dubna 1866 – 13. listopadu 1929)
- Emma Alžběta ze Schaumburg-Lippe (13. července 1865 – 27. září 1868)